# Gebänderter Ritterfisch
Der Gebänderte Ritterfisch (Equetus lanceolatus) ist ein in Korallenriffen lebender Knochenfisch der Gattung Ritterfische aus der Familie der Umberfische.

## Merkmale
Der Gebänderte Ritterfisch ist im Wesentlichen schwarz und weiß (silbrig hellgrau). Die erste Rückenflosse ist, selbst für Umberfische, extrem verlängert (Flossenformel: D1 XIII, D2 I/45–55, A II/6–8).
Die Gesamtlänge des Fisches überschreitet selten 25 cm.
Die eigenartige Gestalt der Ritterfische (Equetus) lässt sich wohl nur erklären mit einer somalytischen Funktion, d. h. im Zusammenwirken mit der kontrastreichen Färbung (vgl. Zebra) erkennt durch sie ein Fischfresser das Tier nicht mehr als „Fisch“ seines Beuteschemas; das Ganze wirkt auch „zu sperrig“ (für die Evolution kommt natürlich geschlechtliche Zuchtwahl hinzu).
Wegen des aparten Aussehens wäre der „Ritter“ ein Blickfang im Aquarium – er ist aber schwierig in seinen Nahrungsansprüchen zu befriedigen. „Ritter“ bezieht sich wohl auf die große Rückenflosse, in der man einen Helm, aber auch eine Lanze (lanceolatus: lanzettförmig; vgl. engl. jackknife fish, „Taschenmesserfisch“) sehen kann. Als Linné die Art beschrieb, rechnete er sie zu Chaetodon; Bloch fasste die Gattung Eques – aber deren Namen war bereits an einen ebenfalls „ritterlichen“ Tagfalter vergeben, weshalb Rafinesque 1816 die Bezeichnung „Equetus“ erfand.

## Lebensraum
Er bewohnt den subtropischen und tropischen westlichen Atlantik und die Karibik von den Bermudas bis Brasilien. Er besiedelt Riffe in 10–60 m Tiefe und lebt von Krebstieren, daneben Würmern, Mollusken und kleinen Fischen. Besonders die Jungfische leben gesellig und achten auf die Nähe von Versteckmöglichkeiten. In der Karibik leben zwei weitere Arten der Gattung und jenseits der Landenge im Ostpazifik (bis zu den Galapagosinseln) mehrere Arten von Pareques – von all diesen ist wenig bekannt, insbesondere über deren Lautgebung.
Siehe auch: Tüpfel-Ritterfisch.